# Muhammad ibn Aischa
Muhammad ibn Aischa, arabisch محمد بن عائشة, DMG Muḥammad b. ʿĀʾiša, war am Ende des 11. und Anfang des 12. Jahrhunderts ein almoravidischer General und Sohn von Yusuf ibn Taschfin.

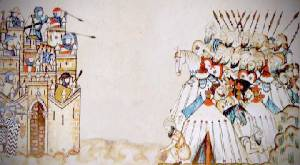
Die Belagerung von Aledo

## Leben
Im Jahr 1092 eroberte Muhammad ibn Aischa mit seinem almoravidischen Heer nach erfolgreicher Belagerung Aledo sowie anschließend Murcia. In Murcia wurde er anfangs als Wālī eingesetzt, regierte aber dann die Stadt bis zum Jahr 1115 als Gouverneur. 
Eine vom Kadi Ibn Dschahhaf angeführte Gruppe von Notabeln aus Valencia bat ihn im Jahr 1092, Yahya II. al-Qadir zu stürzen und an seiner statt in der Stadt zu regieren. Muhammad ibn Aischa verfolgte aber ihr Angebot nicht weiter, sondern griff seinerseits  Dénia, Xàtiva und Alzira an. Erst später belagerte und eroberte er Valencia (1092 bis 1094), um es gegenüber El Cid zu behaupten, wurde aber am 15. Juni von diesem aus der Stadt verdrängt.
Erst 1102 fiel Valencia dann wieder in die Hände der Almoraviden, die sodann ihr Augenmerk nach Norden wenden konnten. Im Jahr 1114 stand Muhammad ibn Aischa an der Spitze eines almoravidischen Heeres, das sich in Richtung Llobregat in Bewegung setzte, um gegenüber den Christen in Katalonien verlorene Territorien zurückzugewinnen. Das mit den Truppen Muhammad ibn al-Haddschs aus Saragossa verstärkte Heer erlitt aber in der Schlacht von Martorell gegenüber den von Raimund Berengar III. kommandierten christlichen Heeren aus den Grafschaften Barcelona, Urgell und Cerdanya eine vernichtende Niederlage und wurde in die Flucht geschlagen.
Nach 1114 verliert sich Muhammad ibn Aischa aus den Augen der Geschichtsschreibung, er dürfte sich aber sehr wahrscheinlich nach Nordafrika an den Hof von Ali ibn Yusuf zurückgezogen haben.
| Personendaten    | Personendaten                         |
| ---------------- | ------------------------------------- |
| NAME             | Muhammad ibn Aischa                   |
| KURZBESCHREIBUNG | Gouverneur von Murcia (1092 bis 1115) |
| GEBURTSDATUM     | 11. Jahrhundert                       |
| STERBEDATUM      | 12. Jahrhundert                       |